# إقليم فاسلوي
إقليم فاسلوي يقع في رومانيا والتابع لمنطقة مولدوفا.

## السكان
حسب إحصائيات عام 2002، بلغ عدد سكان إقليم فاسلوي 455,049 نسمة وبلغت الكثافة السكانية 86 نسمة/كم مربع تعتبر نسبة منخفضة مقارنة مع الإقاليم المجاورة.
- رومانيون - أكثر من 98%[1]
- الغجر، أخرون.

| السنة | عدد السكان |
| ----- | ---------- |
| 1948  | 344,917    |
| 1956  | 401,626    |
| 1966  | 431,555    |
| 1977  | 437,251    |
| 1992  | 461,374    |
| 2002  | 455,049    |

عدد السكان
 حسب إحصائيات من 1948, 1956, 1966, 1977, 1992 و 2002:
- 1830: ||||||||  321.936 نسمة
- 1948: |||||||||  344.917 نسمة
- 1956: |||||||||||  401.626 نسمة
- 1966: ||||||||||||  431.555 نسمة
- 1977: |||||||||||||  437.251 نسمة
- 1992: ||||||||||||||| ▼ 461.374 نسمة
- 2002: ||||||||||||||  455.049 نسمة

عدد السكان حسب مكان العيش:
- 1830: ||||||||  58.644 نسمة في المدينة. ||||||||||||||||||||  263.292 نسمة .في الريف
- 1948: |||||||||  59.502 نسمة في المدينة. ||||||||||||||||||||  285.415 . نسمة في الريف
- 1956: |||||||||||  64.945 نسمة في المدينة. |||||||||||||||||||||||  336.681 نسمة في الريف
- 1966: ||||||||||||  79.735 نسمة في المدينة |||||||||||||||||||||||| ▼ 351.820 نسمة في الريف.
- 1977: ||||||||||||||||  124.773 نسمة في المدينة ||||||||||||||||||||||| ▼ 312.478 نسمة في الريف.
- 1992: ||||||||||||||||| ▼ 200.549 نسمة في المدينة. ||||||||||||||||||  260.825 نسمة في الريف.
- 2002: ||||||||||||||||  179.001 نسمة في المدينة. |||||||||||||||||||  276.048 نسمة في الريف.

## الجغرافيا
تبلغ مساحة الإقليم 5,318 كم مربع.

### الجوار
- جمهورية مولدوفا إلى الشرق.
- إقليم نيامتس، إقليم باكاو وإقليم فرنتشيا نحو الغرب.
- إقليم ياش شماًلا.
- إقليم غالاتس جنوبًا.